# 5897 Novotná
5897 Novotná là một tiểu hành tinh vành đai chính với chu kỳ quỹ đạo là 1512.9815710 ngày (4.14 năm).
Nó được phát hiện ngày 29 tháng 9 năm 1984.